# Rozpuszczalnik aromatyczny
Rozpuszczalniki aromatyczne – rodzaj rozpuszczalników organicznych, w których wykorzystuje się ciekłe związki aromatyczne. 
Typowe rozpuszczalniki aromatyczne są zasadniczo niepolarne, ale ustrukturalizowane, tzn. między cząsteczkami rozpuszczalnika występują oddziaływania słabe, które nadają mu cechy rozpuszczalnika bardzo słabo polarnego. Ta cecha powoduje, że niektóre związki chemiczne nierozpuszczalne w zwykłych rozpuszczalnikach apolarnych rozpuszczają się w rozpuszczalnikach aromatycznych. Obecność heteroatomu w cząsteczce silnie zwiększa polarność związku (np. względna przenikalność elektryczna benzenu wynosi 2,3, a pirydyny 13,3), zmieniając diametralnie jego właściwości.
Najczęściej stosowane rozpuszczalniki aromatyczne to:
- węglowodory aromatyczne:
  - toluen
  - ksylen
  - mezytylen

- związki zawierające heteroatom:
  - pirydyna
  - fenol
  - anilina

Stosowanie benzenu jako rozpuszczalnika jest obecnie ograniczone z powodu jego silnej rakotwórczości.